# Nickel(II) perhenat
Niken(II) perhenat là một hợp chất vô cơ gồm niken, rheni và oxy có công thức hóa học Ni(ReO4)2. Muối này được biết đến dưới dạng khan, 2 nước, 4 nước và 5 nước.

## Điều chế
Cho dung dịch axit perhenic phản ứng với niken(II) hydroxide hoặc niken(II) cacbonat để thu được niken(II) perhenat.

## Tính chất hóa học
Niken(II) perhenat khan bị phân hủy khi đun nóng ở 170 °C (338 °F; 443 K) để tạo ra niken(II) oxit và rheni(VII) oxit:
Ni(ReO4)2 → NiO + Re2O7

## Hợp chất khác
Ni(ReO4)2 còn tạo một số hợp chất với NH3, như Ni(ReO4)2·4NH3 là tinh thể màu dương nhạt hay Ni(ReO4)2·6NH3 là tinh thể màu tím nhạt.